# Al-Imam al-Hadrami

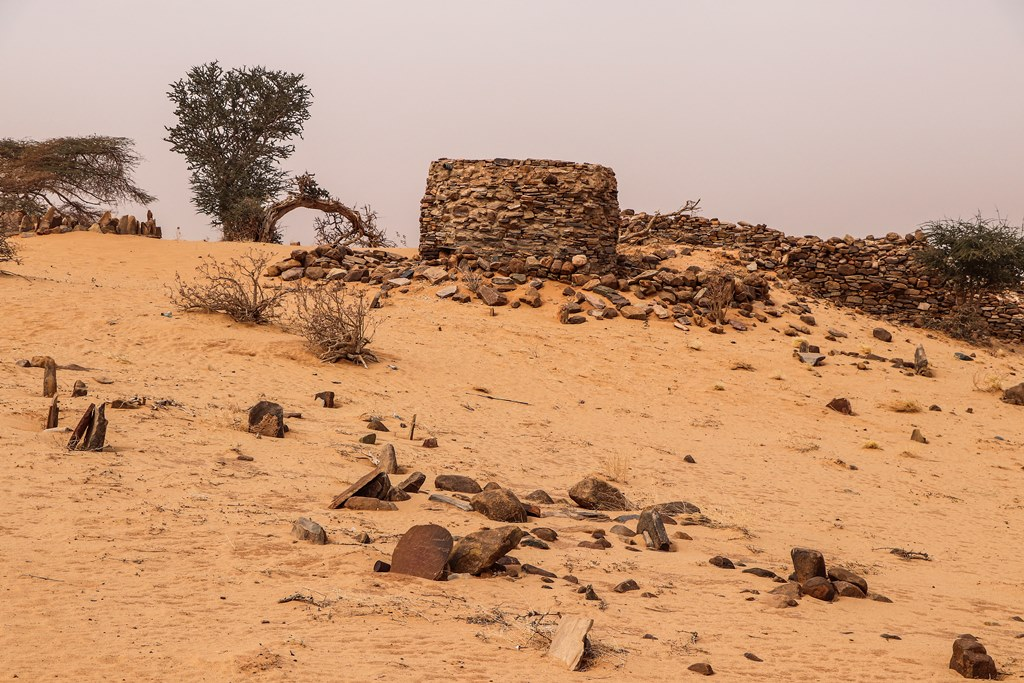
Kenotaph von al-Hadrami in Azougui

Al-Imam al-Hadrami bzw. asch-Schaich al-Imam al-Hadrami (vollständig arabisch أبو بكر محمد بن الحسن المرادي الحضرمي, DMG Abū Bakr Muḥammad ibn al-Ḥasan al-Murādī al-Ḥaḍramī) war ein nordafrikanischer islamischer Theologe und Jurist des 11. Jahrhunderts. Er starb 1095.

## Leben
Al-Hadrami wurde in Kairouan, im heutigen Tunesien, als Sohn einer arabischen Familie aus der Region Hadramaut im Süden der arabischen Halbinsel geboren. Abu Imran al-Fasi war sein Studienkollege. Ibn Baschkuwāl berichtet, dass al-Hadrami sich 1094 für eine kurze Zeit in Córdoba aufhielt.
Zusammen mit Abu Bakr ibn Umar, dem Herrscher der Almoraviden, kam al-Hadrami nach Azougui, das in der Nähe von Atar im heutigen Mauretanien lag. Dort arbeitete er als Kadi bis zu seinem Tod im Jahr 1095.
Al-Hadrami ist Autor mehrerer politischer und theologischer Abhandlungen.
In der zweiten Hälfte des 17. Jahrhunderts begann die Erinnerung an al-Hadrami in der lokalen mauretanischen mündlichen Überlieferung aufzutauchen, ausgelöst durch die „Wiederentdeckung“ seines Grabes in Azougui. In diesen Volksmärchen wird er als mystischer Marabut und Wundertäter beschrieben.

## Werke
Al-Hadrami ist Autor mehrerer Abhandlungen über Theologie und Politik. Sein einzig erhaltenes Werk ist der Fürstenspiegel Kitâb al-Ishâra.  In diesem Werk gibt er Ratschläge zu einer Reihe von Themen wie gute Regierungsführung, Auswahl von Beratern, Führung auf dem Schlachtfeld und über Gnade und Vergebung.

## Legenden um al-Hadrami
Aufgrund der „Wiederentdeckung“ seines Grabes in der zweiten Hälfte des 17. Jahrhunderts in Azougui durch einen Angehörigen des Smasiden-Stammes begann die Erinnerung an al-Hadrami wieder aufzutauchen, und ihm wurden Wunder zugeschrieben. Nach örtlicher mündlicher Überlieferung spielte er eine entscheidende Rolle bei der Eroberung von Azougui durch die Almoraviden. So jagten die primitiven Bewohner von Azougui, die geheimnisvollen Bafur, Antilopen mit Hundemeuten, die sie auch gegen ihre Feinde ansetzten. Aus diesem Grund war die Stadt als Madinat al-Kilab, Stadt der Hunde, bekannt. Dieser Legende zufolge neutralisierte al-Hadrami auf wundersame Weise die Hunde, sodass die Almoraviden das Gebiet erobern konnten, obwohl er in der Schlacht fiel. Die Volkstradition berichtet von einer zweiten „Wiederentdeckung“ von al-Hadramis Grab im 18. Jahrhundert.
Wissenschaftler interpretieren diese Volksmärchen als eine Legitimationsstrategie der aus Chinguetti stammenden Smasiden in einem Konflikt mit den einheimischen Idaysilli.
Auf dem Friedhof, der nahe bei den Ruinen von Azougui liegt, wird der Kenotaph von al-Hadrami noch immer verehrt.